# یورک هملت (نیویورک)
یورک هملت (به انگلیسی: York Hamlet) یک منطقهٔ مسکونی در ایالات متحده آمریکا است که در نیویورک واقع شده‌است. یورک هملت ۵۴۴ نفر جمعیت دارد و ۲۳۸٫۰۵ متر بالاتر از سطح دریا واقع شده‌است.